# THE 맨파워!!!
THE 맨파워!!!(THE マンパワー!!!, The Manpower!!!)는 2005년 1월 19일에 발매된 모닝구무스메의 스물다섯 번째 싱글이다.

## 개요
- 2004년 12월 20일, 당시 창단한 일본 프로 야구 라쿠텐 골든이글스의 공식 응원가로 발표되었지만, 야구에 대한 가사가 없어 야구를 연상케하는 가사를 추가해 2005년 1월 19일에 발매되었다.[1][2]

- 이이다 카오리가 마지막으로 참여한 싱글. 이 곡을 끝으로 모닝구무스메 1기가 모두 졸업하였다.

- 도호쿠 지방을 연고지로하는 구단의 응원가이나, 가사 중 간사이 사투리가 쓰인다.(예 : ものごっつい (모노곳쓰이) = ものすごい (모노스고이) = 훌륭하다)[3]

- 2007년 9월 26일에 발매된 컴필레이션 음반 층쿠♂ 베스트 작품집 (상) 샤란Q~모닝구무스메~ 층쿠♂ 연예계 생활 15주년 기념 앨범~에 수록되었으며, 부록인 북클릿에는 이 곡의 파트가 게재되었다.

## 수록곡
1. THE マンパワー!!!
작사, 작곡 : 층쿠 / 편곡 : 마쓰바라 겐
2. ラヴ&ピィ〜ス! HEROがやって来たっ。
작사, 작곡 : 층쿠 / 편곡 : 스즈키 슌스케
3. THE マンパワー!!! (Instrumental)

## 참여 뮤지션
※괄호는 트랙 번호
- 마쓰바라 겐 - 프로그래밍 (1)
- 층쿠♂ - 코러스 (1, 2)
- 스즈키 슌스케 - 프로그래밍, 기타 (2)
- 펑키 스에요시 - 드럼 (2)
- 에가와 호진 - 베이스 기타 (2)

## 차트
- 주간최고순위 4위 (오리콘 차트)